# 威廉·霍普金森·考克斯
威廉·霍普金森·考克斯（William Hopkinson Cox，1856年10月22日—1950年10月13日），是一名美国政治家，他在1907年至1911年，曾担任第30任肯塔基州副州长。

## 早期生涯
1856年10月22日，威廉·霍普金森·考克斯出生于肯塔基州梅斯维尔；父母是威廉·霍普金森·考克斯和伊丽莎白·R·考克斯。他有挪威宣统，家庭是英国国王威廉一世（征服者威廉）的后代。他的祖父乔治·考克斯于1817年从英格兰伦敦移民，并在1819年肯塔基州梅斯维尔开设一个干货店。
威廉·霍普金森·考克斯早年在当地私立学校学习，15岁后在家庭的商店工作。1885年，他父亲去世，商店转为他和弟弟乔治·考克斯经营。1904年，兄弟俩将商店转卖。他成为梅斯维尔的州立国家银行的主席，并任至1901年 。此外他也担任多一阵子电灯和煤气公司主任。
考克斯积极参与到当地市政建设，并支持成立当地的考克斯大楼。此外他在第三和第四大街中的商业街拥有一个平台住宅，后者成为当地标志建筑。
1880年，考克斯迎娶了苏珊·E·法罗为妻，她是肯塔基州上诉法院彼得大法官的侄女。他们拥有一个女儿罗伯塔·斯托克顿·怀特。他们夫妻均为美国新教圣公会的忠实信徒。

## 政治生涯
考克斯在梅斯维尔市政工作七年，其中有五年领导市政建设。1888年，他作为美国共和党候选人提名，竞选美国众议院，但是他婉拒了这一提名。1893年11月，他被选为梅斯维尔市市长。同时他也成为了1891年新《肯塔基州宪法》后的首位该市市长。
考克斯被举荐参加1892年美国共和党全国大会，会上提名本杰明·哈里森连任美国总统。考克斯也正式作为肯塔基州代表推举本杰明·哈里森连任。
之后，考克斯代表梅森县和刘易斯县进入肯塔基州参议院，担任议员。之后再次当选，总共任期八年。任期内，他主张进行地方化的政策，以解决美国禁酒令带来的争议。1906年，他代表共和党竞选美国参议员席位，尽管获得了联邦议会的全体共和党员支持票；他仍然不敌民主党人托马斯·H·佩因特而败选。
1907年，他被选为肯塔基州副州长；时任州长为奥古斯都·E·威尔逊。1950年10月13日，考克斯去世。

### 书籍
- . Chicago, Illinois: J.M. Gresham Company. 1896.
- Johnson, E. Polk. . Lewis Publishing Company. 1912  [2008-11-10]. （原始内容存档于2013-10-12）.
- . W.E. Bidwell, E.H. Ellwanger. 1910  [2008-11-28]. （原始内容存档于2005-03-08）.

| 官衔               | 官衔                     | 官衔                       |
| ------------------ | ------------------------ | -------------------------- |
| 前任： 威廉·P·索恩 | 肯塔基州副州长 1907–1911 | 繼任： 爱德华·J·麦克德莫特 |